# Libro de la disputa del clérigo Pedro y Ramon, el Fantástico
El Libro de la disputa del clérigo Pedro y Ramon, el Fantástico. (en catalán Llibre de la disputa del clergue Pere i de Ramon, el Fantàstic) es una obra de Ramon Llull caracterizada porque en ella el autor se presenta como protagonista de la misma. Es por ello que se considera esta obra como una de las que forman parte del conjunto de material autobiográfico sobre Llull, estando incluida en los dos episodios biográficos documentados, el viaje que realizó de París a Viena del Delfinado (Vienne), para asistir (cuando contaba con 79 años) al Concilio ecuménico de la Iglesia católica celebrado en Vienne (Francia) en el año 1311, conocido como Concilio de Vienne; y la despedida, en mayo de 1314, de la ciudad de Mesina antes de irse, a los 82 años, a Túnez para permanecer allí durante un tiempo.
Estas obras pueden encuadrarse dentro de la “nueva” literatura luliana, caracterizada por la autobiografía, la disputa, la personificación y la alegoría. El diálogo empleado en las obras da lugar a un discurso tenso, incisivo y razonamientos vivaces, aunque no puede dejar de notarse en ellos una cierta carga de apología y autopropaganda.
El libro titulado Llibre de la disputa del clergue Pere i de Ramon, el Fantàstic, fue escrito durante el viaje de París a Viena del Delfinado, mientras que el llibre de la ciutat del món fuie escrito en Mesina, en mayo de 1314.
Ambas obras están dirigidas a un público laico, gobernantes preocupados e interesados en la reforma espiritual, así como burgueses con inquietudes religiosas.
En el Llibre de la disputa de Pere i de Ramon, el Fantàstic se recogen diálogos entre Pedro, que se presenta como un archidiácono, que ha estudiado derecho civil y canónico, así como artes; y Ramon, al que se refieren como “el Fantástico”, que se presenta como una persona culta, formado lo suficientemente bien como para ser autor de una obra, “Art general”.
En esta obra Llull utiliza como recurso constructivo de sus proverbios el silogismo demostrativo, ya que consideraba que éstos estaban al alcance de la comprensión de todo el mundo.
De este libro no se conserva ningún manuscrito, sino que se ha trabajado, según los estudiosos, a partir del incunable impreso en París en el año 1499 por el humanista Jacques Lefèvre d’Êtaples, quien estaba relacionado con núcleos lulistas ibéricos y que consideraba a Ramon Llull como un hombre santo, inocente, de gran misticismo, de inspiración divina y carente de toda formación intelectual.
El libro se tradujo, en los últimos veinte años del siglo XX, a diversos idiomas como el alemán, el catalán, el francés o el italiano.
El libro se estructura en cinco partes:
- Apartado I: La fantasía. En él se plantean seis núcleos de discusión sobre cuestiones relacionadas con la actividad del autor durante su estancia en París, una vez se ha establecido una definición de fantasía fundamentada en su “especie” “moral.
- Apartado II: Las cuatro causas. Trabaja el tema de las cuatro causas del ser y propone seis nuevos núcleos de debate en una línea semejante a la del apartado anterior.
- Apartado III: El honor.
- Apartado IV: El placer. Dejando de lado el fondo universitario de los debates anteriores, sobre todo de los dos primeros, éste es un apartado más general y literario. Los núcleos de debate son diez y se centran en un esquema que sigue los sentidos: la vista, el olfato, el gusto, el tacto, el oído y el afat; añadiendo la imaginación, atendiendo de esta manera, al tema central del libro que es la fantasía y la polémica parisina sobre el conocimiento imaginativo e intelectual.
- Apartado V. El orden, que se articula a partir de una definición de orden como género, que incluye entre sus especies el sacramento del orden y ofrece tres núcleos de debate.